# Coniopteryx (Xeroconiopteryx) pinkeri
Coniopteryx (Xeroconiopteryx) pinkeri is een insect uit de familie van de dwerggaasvliegen (Coniopterygidae), die tot de orde netvleugeligen (Neuroptera) behoort. 
Coniopteryx (Xeroconiopteryx) pinkeri is voor het eerst wetenschappelijk beschreven door H. Aspöck & U. Aspöck in 1965.